# Venedigskolan (arkitektur)
Venedigskolan är inom arkitekturteori ett vedertaget samlingsnamn för arkitekter, historiker och andra intellektuella kring institutionen för arkitektur vid Venedigs universitet (IUAV). Venedigskolan rönte stor uppmärksamhet under 1970-talet i samband med Manfredo Tafuris kritik av modernismens arkitektur.
Andra framträdande namn knutna till Venedigskolan är Massimo Cacciari och Francesco Dal Co.